# Giacomo Losi
Giacomo Losi (Soncino, 10 settembre 1935 – Roma, 4 febbraio 2024) è stato un calciatore e allenatore di calcio italiano, di ruolo difensore.
Militante nella Roma per quasi tutta la sua carriera professionistica (quindici stagioni), giunse ad essere il giocatore con più presenze nel club dopo Francesco Totti e Daniele De Rossi. Per la sua lunga militanza e la generosità in campo fu soprannominato Core de Roma.

## Biografia
Cresciuto in una famiglia di lavoratori antifascisti, da bambino assistette alla seconda guerra mondiale e partecipò indirettamente alla Resistenza trasportando le munizioni usate dai partigiani contro i nazifascisti.
Morì a Roma il 4 febbraio 2024, all'età di 88 anni, come annunciato dal nipote Massimo Liofredi.

## Caratteristiche tecniche
Difensore destrorso, giocò come terzino e, sul finire di carriera, come libero. Marcatore agile, abile nelle respinte e in acrobazia, si fece valere anche nel gioco aereo nonostante la statura non elevata grazie al suo senso dell'anticipo.

## Carriera

### Giocatore

#### Club
Formatosi come mezz'ala nella Soncinese – dove esordì quattordicenne –, fu acquistato nel 1951 dalla Cremonese per 500.000 lire, dopo aver effettuato un provino per l'Inter. A Cremona rimase due stagioni, nelle quali l'allenatore Ercole Bodini lo riconvertì al ruolo di terzino; dopo la promozione in Serie C nel 1954 fu ceduto alla Roma per otto milioni di lire.

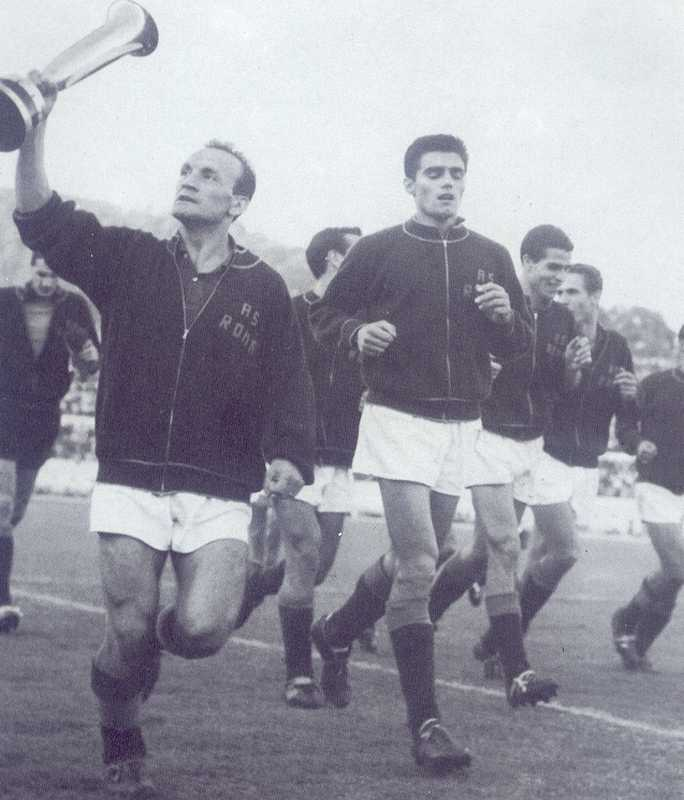
Losi (a sinistra) solleva la Coppa delle Fiere vinta dai giallorossi nella stagione 1960-1961.

Esordì in Serie A a Roma contro l'Inter il 20 marzo 1955, non essendo disponibile il titolare Alberto Eliani; la partita si concluse 3-0 per la Roma. A partire dalla stagione 1955-1956 divenne titolare della squadra e lo rimase fino a fine carriera, tranne una parentesi nel 1957-1958 e nel 1958-1959 quando gli venne preferito Giulio Corsini come terzino sinistro. Rientrato in formazione titolare nella primavera 1959 con il ruolo di difensore centrale, si guadagnò la fascia di capitano nella stagione 1960-1961.
Giocò nella Roma fino al 1969, collezionando 386 presenze totali, di cui 299 da capitano, senza mai subire nessun provvedimento disciplinare (fu ammonito solamente nell'ultima partita disputata). Nella stagione 1968-1969, con l'arrivo di Helenio Herrera sulla panchina romanista, venne messo in disparte dopo le prime 8 giornate e, in seguito a dissidi con l'allenatore argentino, lasciò la Roma a fine stagione per disputare la sua ultima annata da calciatore nella Tevere Roma, formazione di Serie D.
Con la Roma vinse due Coppe Italia, nel 1963-1964, e nel 1968-1969, e una Coppa delle Fiere nel 1960-1961; in campionato il miglior piazzamento fu il secondo posto (nel 1954-1955). Segnò due reti in Serie A, entrambe decisive: la prima all'Olimpico, l'8 gennaio 1961, nella vittoria per 3-2 sulla Sampdoria, quando, per uno stiramento, fu costretto a giocare all'ala; la seconda a Foggia, il 18 dicembre 1966, dove siglò il risultato finale di 2-2.

#### Nazionale
Esordì nella nazionale maggiore il 13 marzo 1960, nell'amichevole persa 3-1 contro la Spagna a Barcellona. Fu quindi schierato in tutte le partite della squadra azzurra fino al campionato del mondo 1962 in Cile, indossando anche la fascia di capitano allo stadio Heysel di Bruxelles, nella partita Belgio-Italia del 13 maggio 1962, vinta dagli ospiti per 3-1 e nella quale esordì il diciottenne Gianni Rivera.

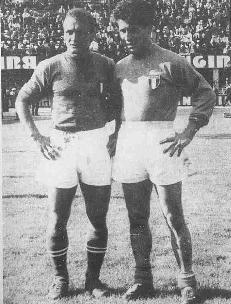
Giacomo Losi (a sinistra) e Omar Sívori con la maglia azzurra nel 1962

Partecipò alla spedizione italiana al mondiale cileno, disputando la prima partita contro la Germania Ovest, pareggiata per 0-0 il 31 maggio 1962 a Santiago del Cile, e la terza contro la Svizzera, vinta per 3-0 il successivo 7 giugno 62. Non fu schierato nella storica partita contro i padroni di casa del Cile, per la quale gli fu preferito l'ex compagno di squadra Mario David. In seguito il nuovo commissario tecnico, Edmondo Fabbri, ritenne di non convocarlo più, chiudendo la carriera in maglia azzurra a ventisette anni.
Il suo bilancio complessivo fu di 11 partite nella nazionale maggiore (7 vittorie, un pareggio e 3 sconfitte), 2 partite in nazionale giovanile e altrettante in nazionale B.

### Allenatore
Nel campionato di Serie D 1970-1971 rimase alla Tevere Roma in qualità di allenatore, venendo però esonerato a novembre. Nella stagione 1971-1972 subentrò all'esonerato Aroldo Collesi all'Avellino. Nella stagione 1972-1973 fu l'allenatore della Turris e l'anno seguente approdò al Lecce, con cui sfiorò la promozione in Serie B. Dopo una stagione sulla panchina della Salernitana, subentrando a Ettore Recagni, nel 1975-1976 fu ingaggiato dall'Alessandria, venendo esonerato prima dell'inizio del campionato; passò poi al Bari, con cui ottenne una promozione in Serie B nel 1976-1977 e che guidò nella prima parte del campionato di Serie B 1977-1978 (unica sua esperienza in una panchina fra i cadetti), venendo poi esonerato e sostituito dal suo vice Mario Santececca.
Guidò quindi il Banco di Roma per due stagioni in Serie C2 e nella stagione 1980-1981 fu allenatore del Piacenza fino al termine del girone d'andata, quando venne sollevato dall'incarico; dopo un anno alla Casarano, allenò la Nocerina in parte del campionato 1982-1983. Allenò la Juventus Stabia nella stagione 1985-1986, venendo sostituito a campionato in corso da Lido Vieri.
A Roma si occupò di una Scuola Calcio affiliata alla Roma, il NuovaValleAurelia. Allenò la ItalianAttori.

## Statistiche

### Presenze e reti nei club
| Stagione         | Squadra          | Campionato       | Campionato | Campionato | Coppe nazionali | Coppe nazionali | Coppe nazionali | Coppe continentali | Coppe continentali | Coppe continentali | Altre coppe | Altre coppe | Altre coppe | Totale | Totale |
| Stagione         | Squadra          | Comp             | Pres       | Reti       | Comp            | Pres            | Reti            | Comp               | Pres               | Reti               | Comp        | Pres        | Reti        | Pres   | Reti   |
| ---------------- | ---------------- | ---------------- | ---------- | ---------- | --------------- | --------------- | --------------- | ------------------ | ------------------ | ------------------ | ----------- | ----------- | ----------- | ------ | ------ |
| 1952-1953        | Cremonese        | IV               | 29         | 1          | -               | -               | -               | -                  | -                  | -                  | -           | -           | -           | 29     | 1      |
| 1953-1954        | Cremonese        | IV               | 39         | 1          | -               | -               | -               | -                  | -                  | -                  | -           | -           | -           | 39     | 1      |
| Totale Cremonese | Totale Cremonese | Totale Cremonese | 68         | 2          |                 |                 |                 |                    |                    |                    |             |             |             | 68     | 2      |
| 1954-1955        | Roma             | A                | 8          | 0          | -               | -               | -               | CM                 | 0                  | 0                  | -           | -           | -           | 8      | 0      |
| 1955-1956        | Roma             | A                | 30         | 0          | -               | -               | -               | -                  | -                  | -                  | PCM         | 3           | 0           | 33     | 0      |
| 1956-1957        | Roma             | A                | 30         | 0          | -               | -               | -               | -                  | -                  | -                  | -           | -           | -           | 30     | 0      |
| 1957-1958        | Roma             | A                | 9          | 0          | CI              | 6               | 0               | -                  | -                  | -                  | -           | -           | -           | 15     | 0      |
| 1958-1959        | Roma             | A                | 18         | 0          | CI              | 1               | 0               | CdF                | 4                  | 0                  | -           | -           | -           | 23     | 0      |
| 1959-1960        | Roma             | A                | 34         | 0          | CI              | 1               | 0               | CM                 | 2                  | 0                  | CdA         | 2           | 0           | 39     | 0      |
| 1960-1961        | Roma             | A                | 32         | 1          | CI              | 3               | 0               | CdF                | 9                  | 0                  | -           | -           | -           | 44     | 1      |
| 1961-1962        | Roma             | A                | 34         | 0          | CI              | 0               | 0               | CdF                | 2                  | 0                  | CA          | 1           | 0           | 37     | 0      |
| 1962-1963        | Roma             | A                | 33         | 0          | CI              | 3               | 0               | CdF                | 8                  | 0                  | CdA         | 4           | 0           | 48     | 0      |
| 1963-1964        | Roma             | A                | 29         | 0          | CI              | 7               | 0               | CdF                | 5                  | 0                  | CdA         | 0           | 0           | 41     | 0      |
| 1964-1965        | Roma             | A                | 34         | 0          | CI              | 2               | 0               | CdF                | 6                  | 0                  | -           | -           | -           | 42     | 0      |
| 1965-1966        | Roma             | A                | 30         | 0          | CI              | 1               | 0               | CdF                | 2                  | 0                  | -           | -           | -           | 33     | 0      |
| 1966-1967        | Roma             | A                | 30         | 1          | CI              | 1               | 0               | -                  | -                  | -                  | CdA         | 1           | 0           | 32     | 1      |
| 1967-1968        | Roma             | A                | 27         | 0          | CI              | 1               | 0               | CM                 | 2                  | 0                  | CdA         | 5           | 0           | 35     | 0      |
| 1968-1969        | Roma             | A                | 8          | 0          | CI              | 3               | 0               | -                  | -                  | -                  | -           | -           | -           | 11     | 0      |
| Totale Roma      | Totale Roma      | Totale Roma      | 386        | 2          |                 | 29              | 0               |                    | 40                 | 0                  |             | 16          | 0           | 471    | 2      |
| 1969-1970        | Tevere Roma      | D                | ?          | ?          | -               | -               | -               | -                  | -                  | -                  | -           | -           | -           |        |        |
| Totale carriera  | Totale carriera  | Totale carriera  | 454+       | 4+         |                 | 29              | 0               |                    | 40                 | 0                  |             | 16          | 0           | 539+   | 4+     |

### Cronologia presenze e reti in nazionale
| Cronologia completa delle presenze e delle reti in nazionale ― Italia | Cronologia completa delle presenze e delle reti in nazionale ― Italia | Cronologia completa delle presenze e delle reti in nazionale ― Italia | Cronologia completa delle presenze e delle reti in nazionale ― Italia | Cronologia completa delle presenze e delle reti in nazionale ― Italia | Cronologia completa delle presenze e delle reti in nazionale ― Italia | Cronologia completa delle presenze e delle reti in nazionale ― Italia | Cronologia completa delle presenze e delle reti in nazionale ― Italia |
| Data                                                                  | Città                                                                 | In casa                                                               | Risultato                                                             | Ospiti                                                                | Competizione                                                          | Reti                                                                  | Note                                                                  |
| --------------------------------------------------------------------- | --------------------------------------------------------------------- | --------------------------------------------------------------------- | --------------------------------------------------------------------- | --------------------------------------------------------------------- | --------------------------------------------------------------------- | --------------------------------------------------------------------- | --------------------------------------------------------------------- |
| 13-3-1960                                                             | Barcellona                                                            | Spagna                                                                | 3 – 1                                                                 | Italia                                                                | Amichevole                                                            | -                                                                     |                                                                       |
| 10-12-1960                                                            | Napoli                                                                | Italia                                                                | 1 – 2                                                                 | Austria                                                               | Amichevole                                                            | -                                                                     |                                                                       |
| 25-4-1961                                                             | Bologna                                                               | Italia                                                                | 3 – 2                                                                 | Irlanda del Nord                                                      | Amichevole                                                            | -                                                                     |                                                                       |
| 24-5-1961                                                             | Roma                                                                  | Italia                                                                | 2 – 3                                                                 | Inghilterra                                                           | Amichevole                                                            | -                                                                     |                                                                       |
| 15-6-1961                                                             | Firenze                                                               | Italia                                                                | 4 – 1                                                                 | Argentina                                                             | Amichevole                                                            | -                                                                     |                                                                       |
| 15-10-1961                                                            | Tel Aviv                                                              | Israele                                                               | 2 – 4                                                                 | Italia                                                                | Qual. Mondiali 1962                                                   | -                                                                     |                                                                       |
| 4-11-1961                                                             | Torino                                                                | Italia                                                                | 6 – 0                                                                 | Israele                                                               | Qual. Mondiali 1962                                                   | -                                                                     |                                                                       |
| 5-5-1962                                                              | Firenze                                                               | Italia                                                                | 2 – 1                                                                 | Francia                                                               | Amichevole                                                            | -                                                                     |                                                                       |
| 13-5-1962                                                             | Bruxelles                                                             | Belgio                                                                | 1 – 3                                                                 | Italia                                                                | Amichevole                                                            | -                                                                     | Cap.                                                                  |
| 31-5-1962                                                             | Santiago del Cile                                                     | Italia                                                                | 0 – 0                                                                 | Germania                                                              | Mondiali 1962 - 1º turno                                              | -                                                                     |                                                                       |
| 7-6-1962                                                              | Santiago del Cile                                                     | Italia                                                                | 3 – 0                                                                 | Svizzera                                                              | Mondiali 1962 - 1º turno                                              | -                                                                     |                                                                       |
| Totale                                                                |                                                                       | Presenze                                                              | 11                                                                    |                                                                       | Reti                                                                  | 0                                                                     |                                                                       |

## Palmarès

### Giocatore

#### Club

##### Competizioni nazionali
- Coppa Italia: 2

Roma: 1963-1964, 1968-1969
- IV Serie: 1

Cremonese: 1953-1954 (girone C)

##### Competizioni internazionali
- Coppa delle Fiere: 1

Roma: 1960-1961

### Allenatore
- Campionato italiano Serie C: 1

Bari: 1976-1977 (girone C)

## Nella cultura di massa
Il 20 settembre 2012 fu tra i primi 11 giocatori a essere inserito nella hall of fame ufficiale della Roma. Nel febbraio 2025 gli è stato intitolato un campo di calcio presso il centro sportivo Fulvio Bernardini di Trigoria, sede d'allenamento romanista.